# Eta Liridi
Le Eta Liridi sono uno sciame meteorico che è stato originato dalla cometa non periodica C/1983 H1 IRAS-Araki-Alcock: la loro sigla internazionale è ELY. Lo sciame è visibile dal 7 al 12 maggio, il picco capita il 10 maggio alla longitudine solare 49,1°, lo ZHR è 3 (più o meno 1).
Già sei giorni dopo l'annuncio della scoperta della cometa fu predetto da Jack D. Drummond che la cometa avrebbe originato uno sciame meteorico con radiante situato alle coordinate celesti 19 H 16 M, +44°.
Rainer Arlt e Jurgen Rendtel in un loro lavoro pubblicato su WGN, n. 34:3 del giugno 2006, indicano la data del 9 maggio per il picco della sciame, con il radiante teorico centrato alle coordinate celesti 19 H 12 M, +44° con una velocità geocentrica di 43,8 km/s e una di 44 km/s considerando anche la gravità terrestre.

## Previsioni attività futura
- Secondo E. Lyytinen e Peter Jenniskens durante il XXI secolo lo sciame non si avvicinerà all'orbita della Terra a meno di 0,005 UA[4].
- Secondo Mikhail Maslov lo sciame potrebbe dare luogo a piogge attorno agli anni 2016-17, 2028-2029 e soprattutto 2039-2040-2041[5].